# Tushka Bergen
Pour les articles homonymes, voir Bergen.
Tushka Bergen est une actrice britannique née le 13 octobre 1969 à Londres au Royaume-Uni.

## Biographie
Fille du chef d'orchestre anglais Anthony Hose et de la chanteuse d'opéra néo-zélandaise Beverley Bergen, elle a reçu sa formation en Angleterre, en Nouvelle-Zélande, en Australie et en Allemagne.
Elle vit actuellement à Los Angeles, en Californie, mais se considère citoyenne de Sydney en Australie. 

### Vie familiale
Mariée à John Vause (correspondant de CNN à Jérusalem, d'origine australienne) dont elle a une fille, née en 2004 à Los Angeles.

## Filmographie
- 1985 : Mad Max : Au-delà du dôme du tonnerre (Mad Max Beyond Thunderdome) : Guardian
- 1982 : Filles et garçons ("Sons and Daughters") (série TV) : Denise Turner (unknown episodes, 1985)
- 1986 : Hector's Bunyip (TV) : Pandora Bailey
- 1987 : The Place at the Coast : Ellie McAdam
- 1988 : Always Afternoon (série TV) : Frieda Kennon
- 1989 : Minnamurra : Alice May Richards
- 1989 : Tanamera - Lion of Singapore (feuilleton TV) : Natasha
- 1989 : Derrick- épisode 178 Les chemins de la vie / Die Kälte des Lebens (feuilleton TV) : Libeta [1]
- 1993: Hercule Poirot -  Le Miroir du mort (Dead man’s mirror) : Suzanne Cardwell
- 1993 : Swing Kids : Evey
- 1994 : Barcelona : Montserrat Raventos
- 1995 : Voices : Lily Buxton
- 1995 : Mariage criminel (Murderous Intent) (TV) : Colleen
- 1996 : Turning April : April
- 1997 : Lovelife : Girl at Party
- 1998 : Culture
- 1998 : Hurrah : Laura
- 1999 : L'Enfant imaginaire (Invisible Child) (TV) : Gillian
- 1999 : Voyage au centre de la terre (Journey to the Center of the Earth) (TV) : Alice Hastings
- 1999 : La Cerisaie (The Cherry Orchard) : Anya
- 2000 : Les Médiums (The Others) : Mary Jane
- 2003 : Horseplay : Alicia Coxhead